# Kohlbergova pravična skupnost
(angl. just community ali ethical community)
Lawrence Kohlberg je ustanovil posebno demokratično srednjo šolo v kateri je aktivno spodbujal učence, da mislijo nase kot na skupnost.
Na začetku je bilo le malo občutka skupnosti, prevladujoča stopnja (po Kohlbergovih stopnjah moralnega razvoja) je bila druga. Problemi kot so kraja je bila stvar posameznika. Če so nekomu nekaj ukradli, so menili »pač, slabše za njega«, »škoda zanj, bo drugič bolj pazil«.
Po enem letu pa so norme skupine napredovale na tretjo stopnjo. Zdaj so učenci smatrali krajo kot stvar celotne skupnosti in je odražala nivo zaupanja in skrb za skupino.
Kohlberg je hotel ustvariti okolje v katerem bi spodbudil oz. pospešil moralni razvoj učencev. To je naredil tako, da je učencem dal možnost sodelovanja v demokratični skupnosti. Tukaj se demokracija ne nanaša samo na preprosto dajanje glasov, ampak vključuje polno sodelovanje na poti do skupnega sporazuma in ne le postavljanja pravil po principu »večina zmaga«. Posebnost teh šol je bila, da so relativno majhne (manjše šole v šolah), s ciljem dati študentom občutek pripadnosti skupnosti, ki odgovarja na potrebe posameznikov. Središče teh šol je sestanek skupnosti, kjer se razpravlja o življenju ter disciplini v šoli in tudi se glasuje, pri čem imajo študenti in učitelji enakovreden glas. Prednostni cilj teh srečanj je vzpostavitev skupnih norm, ki bodo pravične do vseh članov. S tem, ko damo odgovornost postavljanja pravil učencem bodo obnašanje, ki je v dobro skupnosti jemali bolj resno (iz kongitivno-razvojnega pogleda: diskusije o moralnih dilemah spodbujajo moralni razvoj).
Vseeno pa pravična skupnost ne prepusti učencev samim sebi. Učitelji igrajo pomembno vlogo pri diskusijah, podpiranju določenih pravil in norm, ter pri nadziranju upoštevanja pravil. Ta vloga seveda ni lahka, saj učitelj mora učence pozorno poslušat in poznat učenčev nivo moralne presoje, da mu lahko pomaga osvojiti višji nivo. To zahteva občutljivo tehtanje med tem, da dovoli učencu sprejeti neko odločitev in nasprotovanjem na tak način, da jim le pokaže njihove omejitve pri odločanju. Bistvena prednost pravične skupnosti je v učinkovitosti nad dejanji učencev in ne le njihovim moralnim razmišljanjem, saj učenci morajo upoštevati svoja pravila, ki so si jih sami postavili.

Nekaj lastnosti šole v obliki pravične skupnosti:
- Pozornost osredotočena na skupino (ne na posameznika),
- šole so relativno majhne,
- učenci zaupajo eden drugemu,
- pomembni so sestanki,
- demokratičnost vodenja(učenci in učitelji skupaj postavljajo pravila, vsi imajo enakovreden glas),
- Odgovornost postavljanja pravil damo učencem.
- vloga učitelja ni lahka, učitelj mora:
- Učence pozorno poslušat,
- Poznati učenčev nivo moralnega razvoja, da mu lahko pomaga osvojiti višji nivo
- Paziti mora kakšno odločitev dovoli učencu in morebiti nasprotuje le tako, da samo pokaže njegove omejitve pri odločanju.

Pravična skupnost temelji na permisivni vzgoji, veliko vlogo ima participacija (soudeležba).
Kaj se doseže pri učencih:
- Učenci se srečajo z reševanjem realnih problemov,
- urijo si moralno razsojanje,
- uresničuje se načelo življenjskega (praktičnega) učenja,
- čutijo manjši razkorak med otroki in odraslimi,
- upoštevanje šolskih pravil (saj so si jih samo postavili),
- zaupajo drug drugemu.